# خورشیدگرفتگی ۱۴ دسامبر ۱۹۵۵
خورشیدگرفتگی ۱۴ دسامبر ۱۹۵۵ (به انگلیسی: Solar eclipse of December 14, 1955) یک خورشیدگرفتگی از نوع خورشیدگرفتگی حلقه‌ای است. این خورشیدگرفتگی در تاریخ ۱۴ دسامبر ۱۹۵۵ میلادی (‎۲۲ آذر ۱۳۳۴ خورشیدی) روی داد که زمان اوج آن، ساعت ۷:۰۲:۲۵ به‌وقت ساعت هماهنگ جهانی بوده‌است. مدت زمان و طول این خورشیدگرفتگی ۱۲ دقیقه و ۹ ثانیه بود.